# Jean Baptiste Gustave Planche

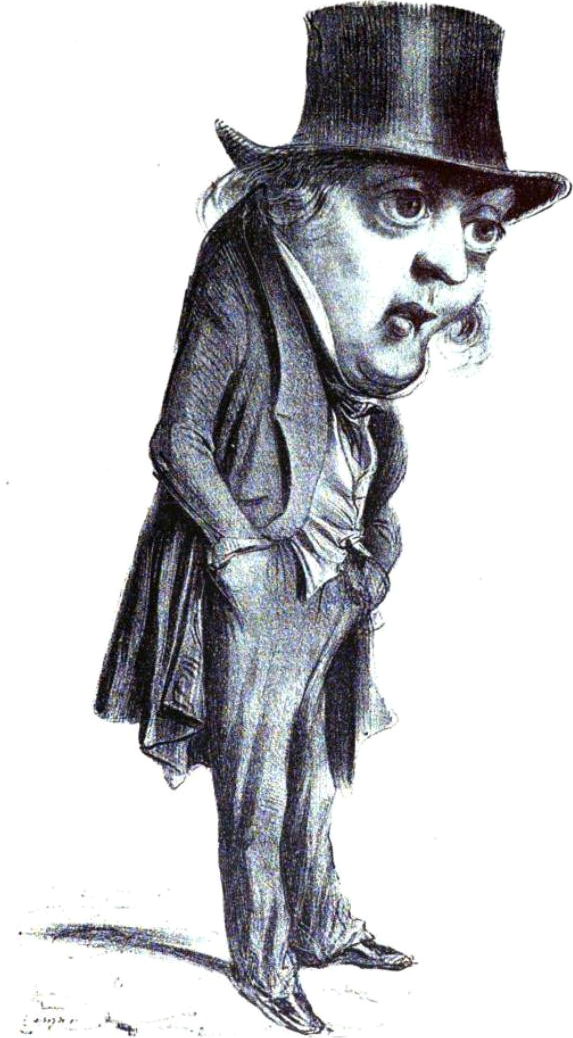
Jean Baptiste Gustave Planche, Karikatur

Jean Baptiste Gustave Planche, genannt Gustave, (* 16. Februar 1808 in Paris; † 18. September 1857 ebenda) war ein französischer Literatur- und Kunstkritiker.
Planche war der Sohn eines wohlhabenden Apothekers und studierte zunächst Medizin. Er bewegte sich in literarischen Zirkeln von Paris und kam mit Alfred de Vigny und François Buloz in Kontakt, dem Herausgeber der einflussreichen Zeitschrift Revue des Deux Mondes. Er schrieb bis 1840 Kritiken für die Revue. Danach trat er seine reiche Erbschaft an und konnte es sich leisten, damit bis 1846 in Italien zu leben. Seine Arbeit als Kritiker der Revue des Deux Mondes übernahm in dieser Zeit Louis Peisse. Von 1846 bis zu seinem Tod 1857 war er wieder Literaturkritiker der Zeitschrift. 
Planche bemühte sich als Kritiker unabhängig zu bleiben und lehnte aus diesem Grund auch ein Angebot einer Anstellung von Napoleon III. ab. Er bewunderte George Sand und Alfred de Vigny, war aber ein harscher Kritiker der Theaterstücke von Victor Hugo, die er in drei Stufen einteilte: Oden am Anfang, Antithesen und Spektakel. Er hatte einen geistreichen Stil und urteilte präzise, bisweilen mit Schärfe und mit klarer Stellungnahme.
Seine Literaturkritiken erschienen gesammelt unter den Titeln Portraits littéraires (1836–49, 4 Bde.), Portraits d'artistes (1853, 2 Bde.), Nouveaux portraits littéraires (1854), und seine Kunstkritiken als Études sur l'école française (1855, 2 Bde.) und Études sur les arts (1856, 2 Bde.).